# 水上洋子
水上 洋子（みなかみ ようこ、1949年 - ）は、日本の作家。

## 人物・来歴
北海道出身。同志社大学文学部卒。1981年、エッセイ『素敵な朝帰り』を刊行、以後恋愛エッセイと、1987年からは恋愛小説とを多数刊行する。1994年頃からはスピリチュアル・フェミニズムの立場に立ち、「すべての女は女神である」とし、エジプトの多神教・母系世界を理想視しており、女神文明研究会主宰。1999年より著書の刊行はとまっているが、自身のブログで『女王ハトシェプスト』を発表している。またJOCA日本オーガニックコスメ協会代表をつとめ、オーガニックライフ誌「アイリスラテール」の編集に携わっている。

## 著書
- 『素敵な朝帰り』第五出版 1981 のち角川文庫
- 『素敵な朝帰り part 2』みき書房 1982 改題「素敵な三角関係」角川文庫
- 『毎日、恋のはしご』角川文庫 1985
- 『ふられて乾杯 口説いてくれてありがとう』ハーレクイン・エンタープライズ日本支社（ハーレクイン・ドラマティック・エッセイ）1986 のち角川文庫
- 『こんな男と暮らしてみたい さあ、元気を出して!新しい恋の料理法』角川書店 1986 のち文庫
- 『恋愛コレクション』（エッセイ）角川文庫 1987
- 『キラー通りの恋 恋愛小説』祥伝社（ノン・ポシェット）1987
- 『エーゲ海で恋のレッスン』（エッセイ）角川文庫 1988
- 『ジョルジュ・サンドのように 恋愛小説』祥伝社（ノン・ポシェット）1988
- 『ユニコーンによろしく』（小説）東京書籍 1988 のち角川文庫
- 『ロマンチック主義』（エッセイ）角川文庫 1988
- 『恋の乗継駅』（短編集）角川文庫 1989
- 『シャネルが似合う恋 恋愛小説』祥伝社（ノン・ポシェット）1989
- 『ハーフムーン』（小説）講談社 1989 のち文庫
- 『もう一度プラトニック・ラブ』（小説）角川書店 1990 のち文庫
- 『彼女が恋した理由 恋愛小説』祥伝社（ノン・ポシェット）1990
- 『恋人以上』（短編集）角川文庫 1990
- 『新・女の幸福論』角川文庫 1991
- 『あなたが好き』祥伝社（ノン・ポシェット）1991
- 『楽園づくり』（小説）講談社 1991
- 『堕天使の恋 恋愛小説』祥伝社 1991
- 『恋愛国からの手紙』角川書店 1992 のち文庫
- 『恋愛という綺麗な形』（連作長編）角川文庫 1992
- 『嫉妬を輝きに変えて』ベストセラーズ 1992 のち角川文庫
- 『朝まで一緒に』祥伝社（ノン・ポシェット）1992
- 『未婚の母志願』（短編集）角川文庫 1993
- 『あの人がいる街へ』（短編集）角川文庫 1993
- 『ほしいのは愛だけじゃない』大和書房 1993 のち角川文庫
- 『すべての女性は女神 耳をすませると優しい声が聞こえる』実業之日本社 1994
- 『恋の通い路』祥伝社（ノン・ポシェット）1994
- 『七色の誘惑』（短編集）角川文庫 1994
- 『さよなら、結婚 私の新しい家族たちへ』（小説）講談社文庫 1994
- 『月がくれた愛人 女神の時代を求めて』幻冬舎 1995 のち文庫
- 『恋愛交差点』（小説）日本文芸社 1995
- 『さよなら恐竜男たち 女と男の新・共生論』講談社文庫 1996
- 『非婚の母志願』（評論）角川書店 1996
- 『恋人たちの記憶』（小説）角川文庫 1996
- 『もう、男たちにまかせられない 新フェミニズム宣言』近代文芸社 1996
- 『彼を裏切る綺麗な理由 恋愛小説』祥伝社（ノン・ポシェット）1997
- 『迷宮の月の下で』（小説）角川文庫 1997
- 『もっと好きに生きたら』（エッセイ）KSS出版 1998
- 『女神が遺した国エジプト 古代文明発見の旅』祥伝社（ノン・ポシェット）1998
- 『恋人より、せつない』（短編集）角川文庫 1998
- 『複数愛』（小説）幻冬舎、1998
- 『ふたりで暮らそう』WAVE出版 1999

共著
- 『女神の時代 女性原理が21世紀の文明を作る』葉月純共著 星と森 1997

翻訳
- マヤ・ムーア『失われた福島のバラ園』松田久子 写真監修, 水上洋子 日本語監修. 世界文化社, 2020.3